# Meyrianne Héglon
Meyrianne Héglon   (Brussel·les, 21 de juny de 1867 - París, 11 de gener de 1942) va ser una artista lírica belga d'origen danès. Es va casar amb el compositor Xavier Leroux.

## Biografia
Va estudiar amb Marie Sax i amb Barthot, Tequi i Louis-Henri Obin i va continuar els seus estudis amb Rosine Laborde. Va debutar a l'Òpera de París el novembre de 1890, en el paper de Maddalena a Rigoletto.
Va cantar a La Monnaie el 1894-1895 i més tard el 1901-1902. Va actuar com a artista convidada a Gant el 1898-1899.
Meyrianne Héglon, va aparèixer amb freqüència a l'Òpera de París de 1897 a 1907. El 7 d'abril de 1898 a l'Òpera de París, va cantar a l'estrena mundial de Quattro Pezzi Sacri {nota 1} de Verdi, amb ella i Marie Delna com a mezzo i Aino Acté i Louise Grandjean com a sopranos, en el marc dels concerts de la "Société des Concerts du Conservatoire", sota la direcció de Paul Taffanel. Va cantar el paper d'Omphale a l'estrena d'Astarté de Xavier Leroux el 1901, amb Louise Grandjean, Albert Alvarez, Francisque Delmas.
Héglon va passar gran part de la seva carrera a l'òpera de MonteCarlo. El 4 d'octubre de 1898 va signar un contracte per a tres representacions d'Amneris, en italià i quatre per a la creació del paper principal de Messaline d'Isidore de Lara. Héglon es va beneficiar d'un suport considerable de Camille Saint-Saëns i allí va interpretar el paper de Dalila a Samson et Dalila el 1904.
Va aparèixer el 1898 en el paper d'Anna Bolena a Enric VIII al Covent Garden on va aparèixer el 13 de juliol de 1899 en el paper principal de Messaline amb Albert Alvarez en el paper d'Hélion i Maurice Renaud en el d'Harès. També va cantar a les principals òperes de Bèlgica, durant les actuacions de gala, Rigoletto el 1904 al Teatre Reial d'Anvers. A l'Opéra-Comique, va crear el paper de La Vougne a Miarka de Alexandre Georges, el 7 de novembre de 1905 i també va representar aquesta creació a Londres.
Després de retirar-se dels escenaris, va ensenyar cant i entre els seus alumnes més destacats hi havia la soprano francesa Ninon Vallin. El 8 d'abril de 1917 el seu marit Xavier Leroux va dirigir la seva obra Les Cadeaux de Noël. Els artistes participants, Monin, Stura, Vellini i Coste, van ser tots alumnes de Meyrianne Héglon. El 6 d'abril de 1918 va deixar la jubilació per cantar el paper de La Mère el 1814, una altra obra del seu marit Leroux.
Va fer quatre rars enregistraments de G&T el 1904. La seva veu es pot escoltar a l'àlbum d'antologia "The Record of Singing Volum I" (1899-1919). El 1910, vivia amb el seu marit Xavier Leroux al número 64 de la rue Cortambert (16è districte de París).

## Repertori
- Cassandre Les Troyens
- Uta Sigurd
- Edwige Guillaume Tell
- Amneris Aida
- Dalila Samson et Dalila
- Fricka Die Walküre
- Yamina La Montagne Noire d'Augusta Holmès
- La Reine Hamlet
- Anne Henri VIII
- Fides Le Prophète

## Creacions
À l'Opéra de Paris :
- 1893 12 de maig: Schwertleite de Die Walküre
- 1894 16 de març: Myrtale de Thaïs
- 1894 25 de maig: Ourvaci de Djelma,
- 1894 10 d'octubre: Emilia d'Otello
- 1895 8 de febrer: Dara de La Montagne noire,.[6]
- 1898 23 de desembre: Pyrrha de La Burgonde
- 1901 febrer: Omphale de Astarté de Xavier Leroux
- 1901 : paper titular de Frédégonde
- 1901 23 d'octubre: Livie de Les Barbares
- 1902 3 de gener: Erda de Siegfried,.[7]
- Liba de La Cloche du Rhin[8]
- Le rôle-titre de Theodora

## Homenatges
Meyrianne té dedicada diverses melodies: Augusta Holmès li dedica L'Étoile du matin, Camille Saint-Saëns li dedica Sunrise over the Nile. El seu marit, Xavier Leroux, li va dedicar la seva òpera Astarté.